# Pumpernickel

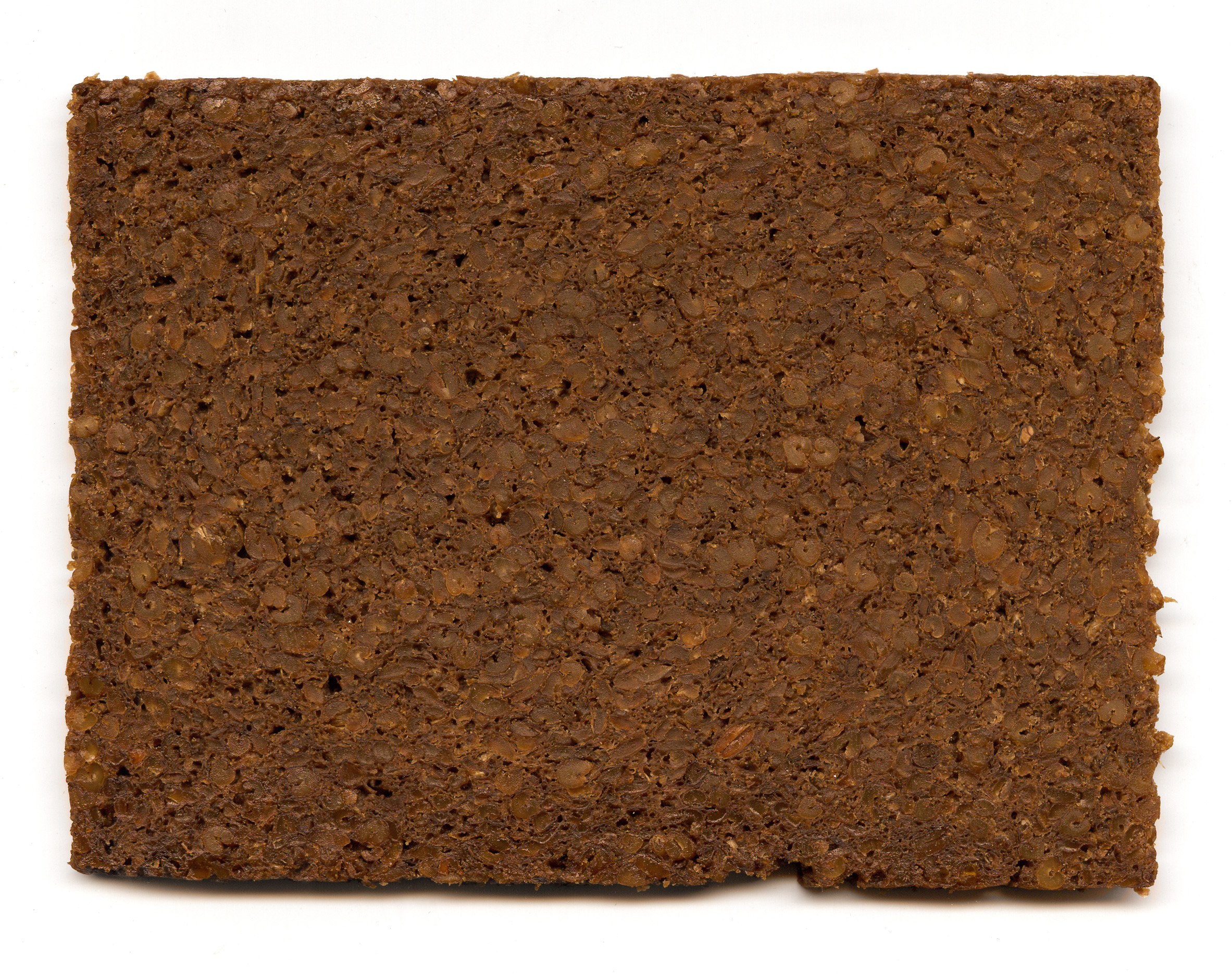
Traditionell zubereiteter Pumpernickel aus Roggenschrot, Wasser und Salz ohne weitere Zutaten

Der Pumpernickel ist ein lange haltbares Vollkornbrot aus Roggenschrot, das ursprünglich aus der westfälischen Küche stammt.

## Herstellung
Nach der ursprünglichen Rezeptur besteht Pumpernickel ausschließlich aus Schrot und ganzen Körnern von Roggen. Die Körner quellen über Nacht in lauwarmem Wasser (Quellstück) oder für einige Stunden in heißem Wasser (Brühstück) auf. Dies ist erforderlich, damit die dichten Körner backfähig werden.
In spezialisierten Betrieben wird Pumpernickel nach knapper Gare in geschlossenen Kästen in Dampfbackkammern gegeben und durch Wasserdampf bei ca. 100 °C mindestens 16 Stunden lang gebacken.
Nach den Leitsätzen für Brot und Kleingebäck des Deutschen Lebensmittelbuches gilt:
- Pumpernickel wird aus mindestens 90 Prozent Roggenbackschrot oder Roggenvollkornschrot hergestellt.
- Wird Pumpernickel aus Vollkornschrot hergestellt, so stammt die zugesetzte Säuremenge zu mindestens zwei Dritteln aus Sauerteig.
- Die Backzeit muss mindestens 16 Stunden betragen.

## Farbbildung und Geschmack
Nach gängiger Lehrmeinung ist die Maillard-Reaktion für Farbgebung und Aroma des Pumpernickels verantwortlich. Eine Karamellisierung, wie die braune Farbe nahelegt, findet nicht statt, da die Temperatur hierfür nicht hoch genug ist und sich noch zu viel Wasser im Teig befindet.
Obwohl durch das Brühen der vollen Körner wesentliche Enzyme deaktiviert werden, reicht die Masse aus den ungebrühten Getreideanteilen für rege biochemische Aktivitäten aus. Der Temperaturverlauf des Backprozesses, bei dem die Hitze sehr langsam von außen in das Backgut gelangt, ist die Basis für vielfältige enzymatische Reaktionen.
Durch den typischen Temperaturverlauf kommt die Verzuckerung der Stärke zum Tragen. Die Farbe entsteht durch enzymatische Vorgänge und ist prägend durch die Maillard-Reaktion, deren Wirkung durch Säuren ausgeprägter ist. Auch die niedrigen Temperaturen unterstützen Farbgebung und Geschmacksbildung durch die Maillard-Reaktion.
Die Konsistenz ist sehr kompakt, feucht und etwas brüchig. Die Krustenbildung ist dank der niedrigen Backtemperatur unbedeutend. Häufig wird Pumpernickel als Schnittbrot verpackt angeboten. Es sind dunkle und saftige Brote von guter Bekömmlichkeit.
Pumpernickel ist außerordentlich lange haltbar: Eingeschweißt hält es sich mehrere Monate, in Dosen bis zu zwei Jahre.

## Durchschnittliche Zusammensetzung
Angaben je 100 g essbarem Anteil (1 mg = 1000 µg):
| Bestandteile    |        |
| --------------- | ------ |
| Wasser          | 45,1 g |
| Eiweiß          | 6,8 g  |
| Fett            | 0,9 g  |
| Kohlenhydrate 1 | 36,5 g |
| Ballaststoffe   | 9,3 g  |
| Mineralstoffe   | 1,3 g  |

Der physiologische Brennwert beträgt 771 kJ (= 182 kcal) je 100 g.

## Süße Variante
Neben der Zubereitung aus Roggenschrot gibt es eine süße lebkuchenartige Variante, die man ebenfalls als Pumpernickel, Pompernickel oder „Pain noir de Westphalie“ bezeichnet.

## Verwendung
Pumpernickel wird in der Regel wie andere Brote vor allem direkt als Beilage zu anderen Speisen oder als Basis für belegte Brote verzehrt, bspw. als Pumpernickeltaler (mit Frischkäse bestrichen, mit Gürkchen, Käsewürfeln, Weintrauben oder Oliven garniert). Darüber hinaus gibt es in der westfälischen Küche mehrere Speisen, die mit Pumpernickel zubereitet werden. Dazu gehören unter anderen die Pumpernickelsuppe und die Westfälische Götterspeise. Zudem ist Pumpernickel Bestandteil von Saucen wie der klassischen Sauerbratensauce.

## Kulturgeschichte

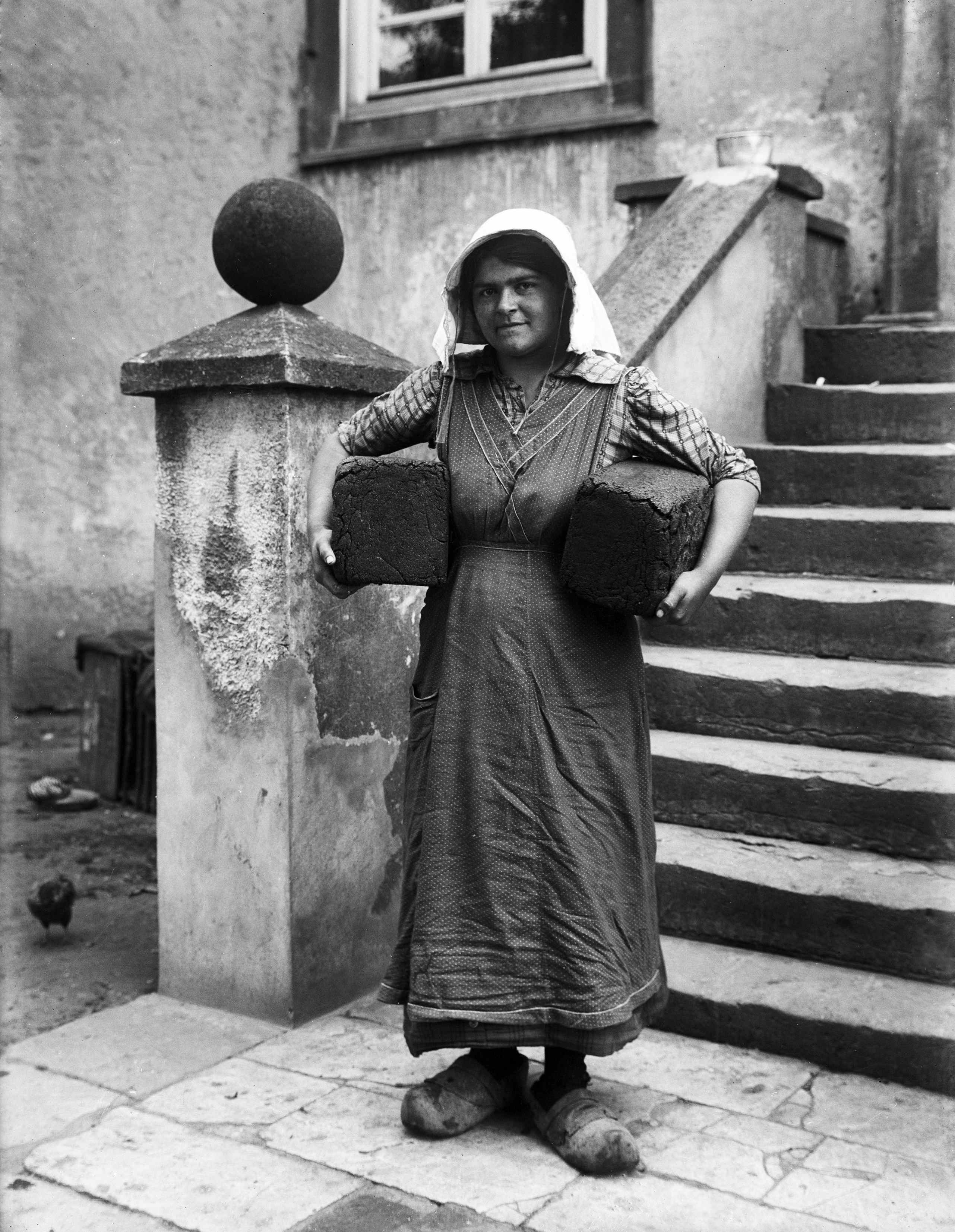
Bauernmädchen mit zwei Pumpernickelbroten 1919

Die vermutlich älteste heute noch existierende Bäckerei für Pumpernickel ist die 1570 von Jörgen Haverlanth in Soest gegründete Bäckerei Haverland, die sich bis 2007 in Familienbesitz befand. Soest war fast vollständig von fremdem Gebiet umgeben und wurde im Mittelalter des Öfteren teilweise sehr lange belagert. Damals soll das Pumpernickel den Bürgern als Notration gedient haben. Der Söldner Peter Hagendorf schildert in seinen Kriegsaufzeichnungen, wie er 1630 in Lippstadt ein Brot namens Pumpernickel kennenlernt, und beschreibt es als:

„… so gros … Als ein grosser schleiffstein 4 eckig, mus 24 stunden in offen stehen, man heist es pmbpernigkel, Aber gut schmagghaftieg brodt gans schwarstz“

„… so groß … wie ein großer Schleifstein viereckig, muß 24 Stunden im Ofen stehen, man heißt es Pumpernickel. Aber ein gutes schmackhaftes Brot und ganz schwarz.“

Hagendorf, als vermutlich gelernter Müller oder Bäcker, lobt es als ein sehr gutes Brot. Laut Johann Christoph Adelung war der Begriff Pumpernickel in Westfalen selbst nicht gebräuchlich. Er schreibt 1793, dass die Westfalen es als grobes Brot oder auch schwarzes Brot bezeichneten.

## Etymologie
Der Ursprung des Wortes kann nicht mit Sicherheit geklärt werden.
Der Begriff Pumpernickel ist in dieser Schreibweise von Peter Hagendorf seit 1630 belegt, seine Aufzeichnungen wurden aber erst 1988 vom Historiker Jan Peters gefunden und haben somit keine Rezeptionsgeschichte.
Johann Balthasar Schupp erwähnt einen Bompurnickel in seinem Werk Lehrreiche Schriften aus dem Jahr 1677:

„Wie der alte Bompurnickel, von welchem die alte teutsche Kriegsknecht sungen:
 Bompurnickel ist wieder kommen und hat die Schuh mit Bast gebunden.“

Das Wort bezeichnet einen groben, klotzigen Menschen und ist danach eine Zusammensetzung aus „pumpen“ = „dumpf schallen“ bei Stoß, Klopfen, Fall usw. und aus „Nickel“, Abschwächung und Kürzung von „Nikolaus“.
In eine ähnliche Richtung deutet der Ausdruck „den Pumpernickel singt man in der Weisskirche“, der sich auf die Stadt Weissenburg bezieht, die im Grenzgebiet von Elsass und Pfalz liegt. Aus der ehemaligen Weisskirche, von der es im Sprichwort hieß, dass man darin den Pumpernickel sang, wurde später ein Stadttheater und eine Bierbrauerei Zur Weisskirche hergerichtet, letztere versehen mit dem Wahrzeichen der Stadt, dem Pumpernickel, dem Steinbild eines Stallknechts mit närrischen Knittelversen und der Jahreszahl 1717. Vor der gotischen Kirche zu Weissenburg steht heute noch der alte Turm aus dem 11. Jahrhundert.
Aus Solothurn in der Schweiz stammt der Ausdruck „i wett für das nit der Pumperniggel singe“, wenn man zu Ausdruck bringen wollte, dass eine Angelegenheit auch nicht die geringste Mühe wert sei. Mit dem Pumpernickel ist hier wohl ein grobes, pöbelhaftes Volkslied gemeint.
Nach einer anderen Deutung soll das Wort Pumpernickel auch furzender Nikolaus bedeuten und ursprünglich ein Schimpfwort für einen groben Flegel gewesen sein. Pumper bezeichnet im Sauerland eine Flatulenz, in diesem Zusammenhang dürfte dies ein Verweis auf die blähungsfördernde Wirkung von Vollkornbrot sein. Nickel ist ähnlich wie bei der Etymologie von Kobalt eine Bezeichnung eines arglistigen Geistes oder Kobolds und steht übertragen für Eigenbrötler oder komischer Kauz.
Eine weitere Deutung bietet der Kulturhistoriker Hannsferdinand Döbler an: „Das Wort ‚Pumpernickel‘ […] bedeutet ‚Teufel‘. In hessischen Prozessakten über das Hexenwesen findet sich aus den Jahren 1562–1633 mehrfach das Wort ‚Pompernickel‘ für den Teufel, und mit Sicherheit ist es noch Anfang des 17. Jahrhunderts, also kurz vor dem Dreißigjährigen Krieg, nicht für Brot gebraucht worden.“
Nachdem Hans Jakob Christoffel von Grimmelshausen in seinem Simplizissimus vom westfälischen Schwarzbrot aus Roggen als grässlichem Pumpernickel sprach, soll diese Bezeichnung nur noch für Brot gebraucht worden sein. Tatsächlich ist seit dem 17. Jahrhundert das Wort Pumpernickel als spöttische Bezeichnung für Kommissbrot bzw. Vollkornbrot bekannt. Später schränkte sich seine Verwendung auf das westfälische Schwarzbrot ein, das mit diesem Begriff außerhalb von Westfalen bezeichnet wurde, während es in Westfalen schlicht Schwarzbrot oder „grobes Brot“ hieß. Ein Beleg für sein Verspotten stammt vom niederländischen Humanisten Justus Lipsius, der im 16. Jahrhundert höhnte: „Welch armes Volk, das seine Erde essen muss.“ Lipsius, der das Schwarzbrot Mitte Oktober 1586 in einem Brief an seinen Freund Johannes Heurnius erwähnt, hielt sich im damaligen Niederländisch-Westfälischen Reichskreis auf, zu dem Mitte des 16. Jahrhunderts auch Ostfriesland gehörte. Es handelte sich also beim erwähnten westfälischen Brot um ein Schwarzbrot aus der Gegend zwischen Oldenburg und Emden.
Unter seinem ehemaligen Spottnamen erlangte der Pumpernickel schließlich internationale Bekanntheit. Eine wichtige Rolle dabei spielte vermutlich die Tatsache, dass Pumpernickel bei der Entwicklung des Brotes für die US-Armee im 19. Jahrhundert Pate stand. Der westfälische Auswanderer Anton Schütte führte damals neue Feldbacköfen ein, die die Herstellung ermöglichten.

### Volksetymologien
Nach einer verbreiteten Legende soll der Name auf Soldaten Napoléon Bonapartes zurückgehen, die das westfälische Brot nur für „bon pour Nickel“ erklärt hätten – als gerade gut genug für Napoleons Pferd Nickel. Diese Geschichte ist nachweislich so nicht zutreffend, da bereits Johann Christoph Adelung in der zweiten Auflage seines Wörterbuches im Jahr 1793, also zu einer Zeit, als Napoleon noch gar nicht an der Macht war, zur Herkunft der Bezeichnung schreibt. Adelung fährt dann fort:

„Um dieses Umstandes willen kann es seyn, daß diese Benennung einen scherzhaften Ursprung hat, und die gemeinste Meinung ist, daß sie von einem durchreisenden Franzosen herrühre, welcher in Westphalen Brot gefordert, bey dessen Erblickung aber gesagt habe, daß es bon pour Nickel sey, da denn einige hinzu setzen, daß sein Bedienter Nickel geheißen habe, andere aber unter dem Worte Nickel ein kleines Pferd verstehen, S. dieses Wort. Doch die ganze Ableitung siehet einem Mährchen sehr ähnlich, ob sie gleich manchen wichtig genug geschienen, um ihretwillen die ganze Schreibart des Wortes, der gewöhnlichsten Aussprache zuwider, zu ändern und Bompernickel zu schreiben.“

Einer weiteren Legende aus Osnabrück nach soll dort während einer Hungersnot im 15. Jahrhundert ein auf Lateinisch bonum paniculum genanntes Brot auf Kosten der Stadt gebacken worden sein, dessen Name im Volksmund zu Pumpernickel verballhornt worden sei. Noch heute befindet sich in Osnabrück ein Turm mit Namen Pernickelturm, in dem damals der Backofen gestanden haben soll.
Pumpernickel wurde auch ein feines Gebäck mit Mandeln und Zitronat genannt, das in Brötchenform gebacken, dann zerschnitten und nochmals gebacken wurde. Die lateinische Bezeichnung für dieses feine Brötchen (bonum paniculum) wurde danach zu Pumpernickel verballhornt.

## Sonstiges
Pumpernickel wird eine verdauungsfördernde Wirkung nachgesagt. Die Oeconomische Encyclopädie von Johann Georg Krünitz aus dem 18. Jahrhundert erwähnt diese Wirkung und bemerkt: „(…) wenn man erwägt, daß der an Pumpernickel gewöhnte Westphälinger, sobald er sächsisches Brot genießt, mit anhaltender Verstopfung zu kämpfen hat, und daß seine Exkremente alsdann zäh und dem Ziegenkothe ähnlich werden: so wird man die Zuverlässigkeit jener wohlthätigen Wirkung nicht in Zweifel ziehen, und sich des Wunsches nicht erwehren können, daß es doch allgemeine Sitte, wenigstens unter den mit hypochondrischen Beschwerden behafteten Personen, werden möchte, statt des feinern Brotes sich des Pumpernickels zu bedienen.“

## Sprachgebrauch in der Schweiz
Das Wort Pumpernickel hat in der Schweiz auch andere Bedeutungen. Vom Berner Schriftsteller Otto von Greyerz gibt es den Kindervers:
I bin e chline Pumperniggel,
i bin e chline Bär,
und wie mi Gott erschaffe het,
so wagglen i derhär.
In Basel meint man mit Bumperniggel junge Kastanien, die noch in ihrer stachligen Haut stecken. In Basel gibt es die Fasnachtsclique Guggenmusig Pumperniggel und in Sissach die Kinderkleiderbörse Pumperniggel.

## Pumpernickel in der Weltliteratur und auf der Bühne
Der Begriff Pumpernickel ist schon 1847 durch den britischen Romanautor William Makepeace Thackeray (1811–1863) in die Weltliteratur eingegangen. Thackeray lässt in seinem gesellschaftskritisch-satirischen Roman mit dem zum geflügelten Wort avancierten Titel Vanity Fair (Jahrmarkt der Eitelkeit) verfeindete Familien auf einer für die 1830er Jahre typischen englischen Rheinromantikreise in dem fiktiven am Rhein gelegenen Grand Duchy of Pumpernickel (Großherzogtum Pumpernickel) am Fluss Pumpe zusammentreffen.
Thackeray beschreibt dessen Herrscher („His Transparency …“), Hoftheater („Royal Grand Ducal Pumpernickelisch Hof or Court Theatre“), Hofbälle, Hotels, Adel, Bürgertum, Landschaft usw. ab Kap. LXII mit der Originalüberschrift Am Rhein. Schon vorher schildert Thackeray ironisch die Karriere des P. Crawley als bedeutender Diplomat und Attaché der Britischen Gesandtschaft am Hofe Ihrer Hoheit der Herzogin von Pumpernickel (Kap. XXXIII, XL, XLIV, XLVII). Die englische Literaturwissenschaft interpretiert das Großherzogtum Pumpernickel als eine Satire auf das Großherzogtum Weimar, wo Thackeray 1830/31 sechs Monate verbrachte.
Der westfälische Schriftsteller Josef Winckler (1881–1966) hat 1925 eine Sammlung westfälischer Geschichten unter dem Titel Pumpernickel. Menschen und Geschichten um Haus Nyland. veröffentlicht.
Um 1811 schufen Matthäus Stegmayer (Libretto) und Ignaz Xaver von Seyfried (Musik) ein sehr beliebtes „musikalisches Quodlibet in drey Aufzügen“, genannt Rochus Pumpernickel. Bereits im selben Jahr kam eine Fortsetzung unter dem Titel Die Familie Pumpernickel auf die Bühne.
Der britische Radiomoderator und Sänger Chris Howland gab sich den Spitznamen Heinrich Pumpernickel, später auch Mr. Pumpernickel.

## Verwandte Brotsorten
Ein in der Herstellung vergleichbares Brot ist das Malzkornbrot (bzw. Simonsbrot). In Nordamerika bezeichnet Pumpernickel eine Roggenbrotsorte, die zwar ebenfalls dunkel und leicht süßlich ist, jedoch vor allem hinsichtlich Backvorgang und Dichte deutliche Unterschiede zum westfälischen Pumpernickel aufweist.